# Міста прямого підпорядкування КНР
Місто прямого підпорядкування (спрощ.: 直辖市; піньїнь: Zhíxiáshì) — адміністративна одиниця першого провінційного рівня в Китайській Народній Республіці. Найвищий клас міст і населених пунктів у країні.
Статус міст державного рівня мають Пекін, Тянцзін, Шанхай і Чунцін. Перебувають під прямим керівництвом Уряду КНР.